# ائتلاف جنگ خلیج فارس
در ۲۹ نوامبر ۱۹۹۰، قطعنامه ۶۷۸ شورای امنیت سازمان ملل متحد، تشکیل یک ائتلاف نظامی چندملیتی را برای آزادسازی کویت تحت اشغال عراق، با «تمام ابزارهای لازم»، در صورت عدم خروج نیروهای عراق تا ۱۵ ژانویه ۱۹۹۱، مجاز دانست. عراق، در انجام این کار، کوتاهی کرد و ائتلاف، در ۱۷ ژانویه ۱۹۹۱، بمباران هوایی علیه اهدافی در عراق و کویت را آغاز کرد. در این زمان، ائتلاف، متشکل از ۴۲ کشور بود و رهبری آن را ایالات متحده آمریکا بر عهده داشت. فرماندهی مرکزی، به رهبری آمریکا، عربستان سعودی و بریتانیا؛ فرماندهی دریایی، به رهبری آمریکا؛ فرماندهی نیروهای مشترک شرق، به رهبری مصر، عربستان سعودی، سوریه، مراکش، کویت، عمان، امارات متحده عربی، قطر، بحرین، لهستان و چکسلواکی؛ و فرماندهی نیروهای مشترک شمال، به رهبری آمریکا، بریتانیا، فرانسه، کانادا، ایتالیا، استرالیا و ترکیه بود.
در ۲۳ فوریه ۱۹۹۱، بمباران هوایی به پایان رسید و نیروهای ائتلاف، حمله زمینی به کویتِ تحت اشغال عراق و بخش‌هایی از عراق را آغاز کردند. ارتش عراق، در این نبرد، ویران شد و کویت، در ۲۸ فوریه ۱۹۹۱، به‌طور کامل، از اشغال، آزاد شد.

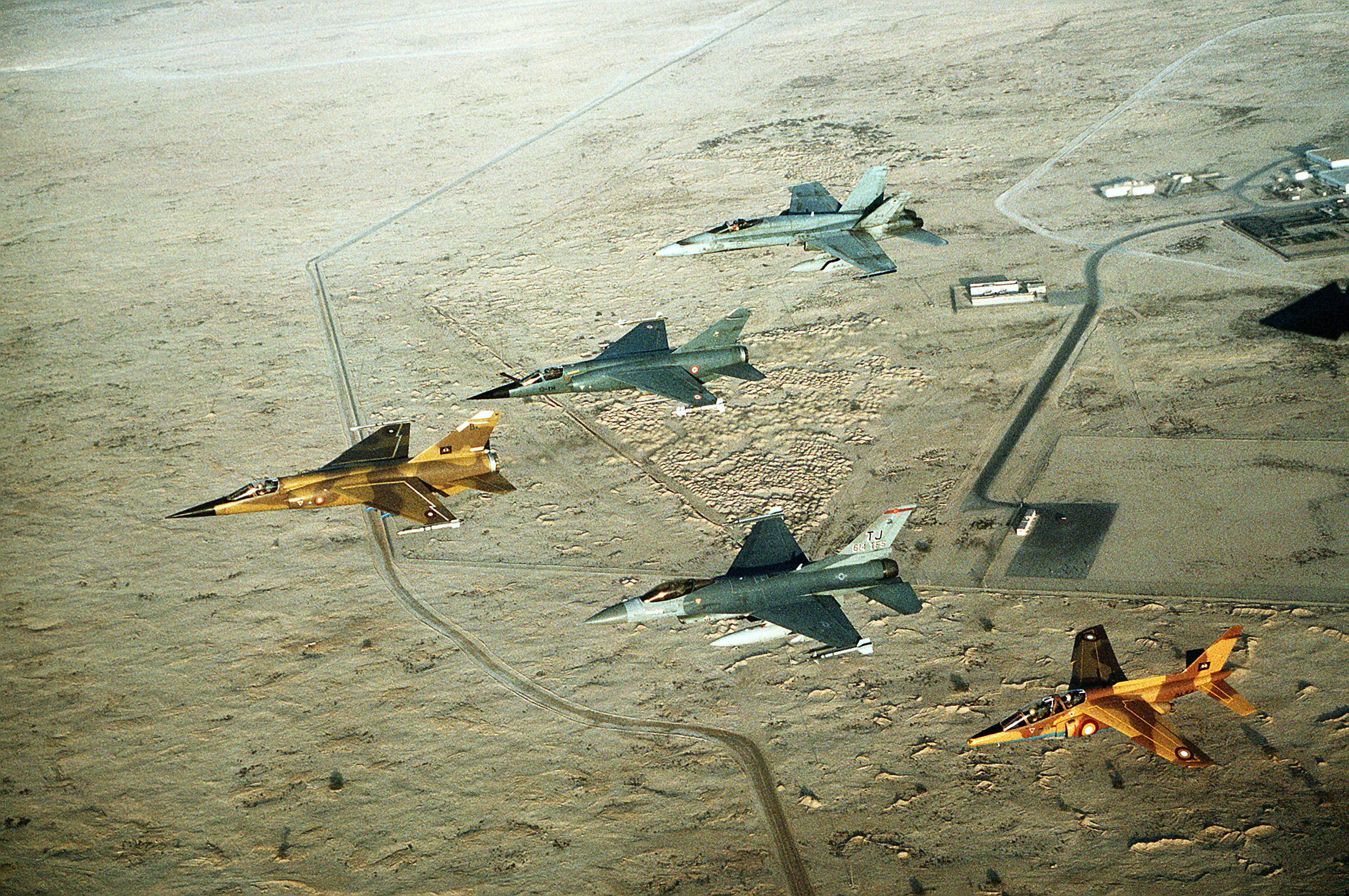
گروه چندملیتی (نیروهای هوایی میراژ اف۱ و آلفا جت قطر، میراژ اف۱ فرانسه، اف-۱۶ آمریکا و سی‌اف-۱۸ کانادا) از جت‌های جنگنده در طول عملیات سپر صحرا